# سامانه پویا
سامانه پویا یا سیستمِ دینامیکی (dynamical system) در ریاضی، فیزیک و دیگر دانش‌ها سامانه‌هایی هستند که دگرگونی‌های رفتار آنها نسبت به یک پارامتر مانند زمان با یک قانون ریاضی مانند یک معادله دیفرانسیل یا یک نگاشت شناسایی و سنجیده می‌شود. برای تعریف این سامانه‌ها در دانش ریاضی نیاز به شناخت دو بخش است. یکی دانستن فضای حالت و دیگری قانونی که بر اساس آن دگرگونی‌های درون سیستم رخ می‌دهند. فضای حالت می‌تواند یک مجموعه ریاضی با شرایطی ویژه باشد که اعضای آن را نقطه‌های سیستم گویند.
«پویایی سیستم» (system dynamics) را نباید با «سیستم پویا» (dynamical system) اشتباه گرفت؛ این دو لزوماً به یک مفهوم اشاره نمی‌کنند.
مثالی از یک سیستم پویا (یا سیستم دینامیک)، وابستگی زمانی نقاط مختلف یک آونگ متحرک یا آب جاری در یک لوله  است. برای هر زمان معین، یک سیستم دینامیک، یک «حالت» دارد که می‌توان آن را با مجموعه‌ای از اعداد حقیقی (یک بردار) که به وسیله یک نقطه در یک «فضای حالت» مناسب (یک منیفلد هندسی) نشان داده می‌شود بیان کرد. برای هر تغییر کوچک در حالت سیستم دینامیکی، یک تغییر کوچک در اعداد متناظر داریم.

## تاریخچه

مسیر پاندول دوتایی

منشأ مفهوم سیستم دینامیکی به مکانیک نیوتونی برمی‌گردد. پیدایش مفاهیم مربوط به سامانه‌های دینامیکی از کارهای وسیع و اساسی پوانکاره دربارهٔ مکانیک اجرام آسمانی حدود یک قرن پیش شروع شد.

## سیستم دینامیکی خطی
سیستم‌های خطی سیستم‌هایی هستند که عملکرد آن‌ها به حالت آن‌ها بستگی نداشته باشد. یعنی تنها با دانستن نقطه ابتدایی حرکت می‌توانیم تمامی موقعیت‌های آینده آن را بدانیم. عملکرد یک سیستم خطی دینامیکی، تنها به نقطه اولیه آن مربوط است و به حالت و موقعیت آن در زمان‌های مختلف بستگی ندارد.

## سیستم‌های دینامیکی غیرخطی و آشوب
مقاله اصلی آشوب

سیستم‌های دینامیکی غیرخطی و حتی سیستم‌های خطی گسسته، می‌توانند از خود رفتار کاملاً غیرقابل پیش‌بینی نشان دهند. چنین رفتاری، ممکن است تصادفی به نظر برسد، علی‌رغم این حقیقت که اساساً حتمی هستند (یعنی امکان وجود حالت تصادفی در آن وجود ندارد). این رفتار غیرقابل پیش‌بینی، آشوب خوانده می‌شود.

## کاربرد

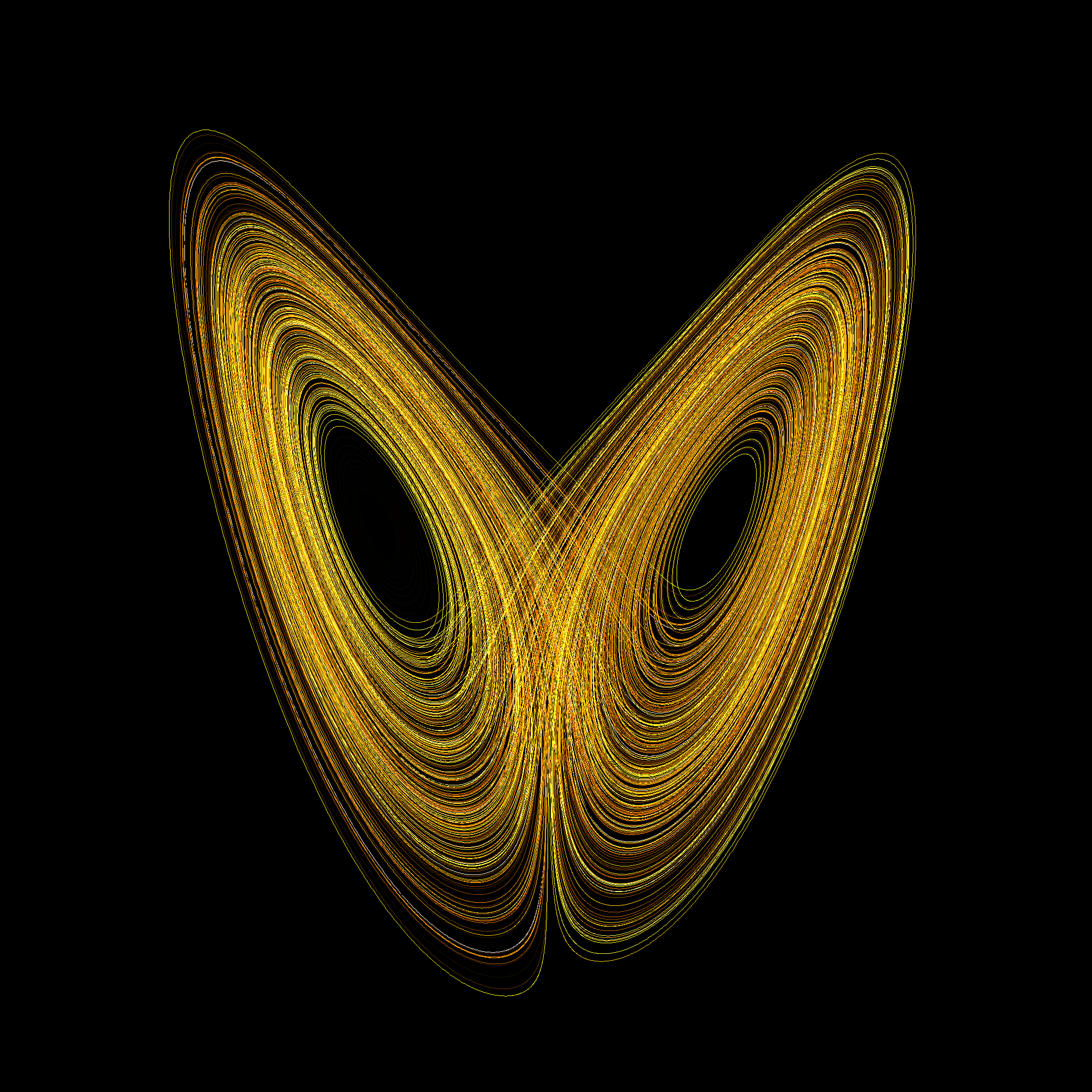
تصویری از جاذب لورنتس از جمله مثال‌های نظریه آشوب.

بعضی مسائل و موضوعات صنعتی – اجتماعی و مدیریتی پیچیدگی دارند و با فرضیات ساده بینشی و مدیریتی قابل حل نمی‌باشند. نظریه سیستم‌های پویا روشی برای مدل‌سازی و بررسی عوامل یک سیستم و در نهایت پیدا کردن راه حل مناسب است.

امروزه مدل‌سازی از سیستم‌های پیچیده در بسیاری از رشته‌ها مانند هواشناسی، زمین‌شناسی، انتقال جرم و حرارت، مدارهای ماهواره‌ای، مکانیک سماوی و نجوم، دریاشناسی و مکانیک سیالات، گرانش و کیهان‌شناسی کاربرد دارد.

سیستم‌های پویا بخش اساسیِ نظریه آشوب، روند خودسامانی و مفهوم مرز آشوب است.

## نمونه‌هایی برای سیستم‌های پویا
- نگاشت گربه آرنولد

حرکت پاندول دوتایی ترکیبی (از انتگرال‌گیری عددیِ معادله‌های حرکت)

- نگاشت بیکر نمونه‌ای از نگاشت خطیِ گسسته آشوب
- نگاشت دایره
- پاندول دوتایی
- Billiards and Outer billiards
- نگاشت هنون
- نگاشت نعل اسبی
- چرخش گنگ
- فهرست نگاشت‌های آشوب
- نگاشت لجیستیک
- سیستم لورنتس
- نگاشت راسلر

## تعمیم چند بعدی
سیستم‌های دینامیکی حول یک متغیر واحدِ مستقل تعریف می‌شوند که معمولاً زمان است. سیستم‌های تعمیم یافته‌تر، حول چندین متغیرِ مستقل تعریف شده و از این‌روی، سیستم‌های چند بعدی خوانده می‌شوند. چنین سیستم‌هایی در پردازش تصویر دیجیتال مفید هستند.